# Comuna Šavnik
Comuna Šavnik (în muntenegreană Opština Šavnik) este o diviziune administrativă de ordinul întâi din Muntenegru. Reședința sa este orașul Šavnik.